# 吉岡琳吾
吉岡琳吾（日语：／ Yoshioka Ringo，4月4日—）是一名日本男性聲優。京都府出身。ARTSVISION所屬。

## 來歷
日本播音演技研究所出身。

## 人物
興趣及特長為鋼琴、小號、低音提琴和神社巡禮。
資格包括陷阱狩獵執照。
方言為京都方言。

## 出演作品

### 電視動畫
2018年
- 佐賀偶像是傳奇
- 弦音－風舞高中弓道部－（看的擔當）

2019年
- 流汗吧！健身少女（拳擊手）
- 哆啦A夢（局P）

2021年
- 寶可夢 旅途（蕾吉娜父）
- 緋紅結繫（政治家）
- 名偵探柯南（職員）

2022年
- 哆啦A夢（監督）
- SLOW LOOP-女孩的釣魚慢活-（釣魚大會客）
- 相合之物（丸留店員、町會長、米店、昭）
- 龍族拼圖（小猛毒）
- 東京喵喵♡（工作人員、職員）
- 書蟲公主（護衛）
- 聖劍傳說 瑪娜傳奇（海賊、珠魅）
- JoJo的奇妙冒險 石之海（看守）

2023年
- JoJo的奇妙冒險 石之海（小人B）
- 蠟筆小新（怪人、社員A）
- 東京喵喵♡ 第2期（工作人員）
- 殭屍100～在成為殭屍前要做的100件事～（隊員）

2024年
- 青之壬生浪（刺客）

### 網路動畫
2020年
- 蟲籠的卡伽斯特爾

2022年
- Battle Spirits 幻影（戈茨倫[3]）

### 遊戲
2018年
- 白與黑的愛麗絲 -Twilight line-
- FOX-Flame Of Xenocide-（空）

2020年
- 戰之海賊（班迪）
- 三國志HEROZ（關羽）

2021年
- 問答RPG 魔法使與黑貓維茲（八之路）

2023年
- Final Fantasy XVI
- 機戰傭兵VI 境界天火

## 外部連結
- 吉岡琳吾 （页面存档备份，存于）在ARTSVISION的官網介紹